# Luca Damiano
Luca Damiano (nascut Franco Lo Cascio, Roma, 29 d'agost de 1946) és un director de cinema italià.
Lo Cascio va iniciar la seva carrera com a subdirector de Fernando Di Leo en gairebé totes les pel·lícules que va dirigir entre 1967 i 1974. El 1974 va fer el seu debut directorial amb la pel·lícula de paròdia Piedino il questurino protagonitzat per Franco Franchi.
Després de dirigir diverses comèdies, spaghetti western i el thriller sobrenatural Un urlo dalle tenebre el 1976, Lo Cascio es va retirar de la direcció per centrar-se en la seva companyia de distribució "Patrizia Cinematografica" que va fundar juntament amb Diego Spadaro. El 1984, va adoptar el nom artístic Luca Damiano i va dirigir i va produir nombroses pel·lícules pornogràfiques.

## Premis i nominacions
- 2000: Guanyador del premi Ninfa al FICEB - Premi a la carrera[3]
- 2001: Guanyador del Premi Ninfa al FICEB - Premi Especial del Jurat[4]

## Filmografia parcial
- Piedino il questurino (1974)
- Un urlo dalle tenebre (1975)
- Ah sì? E io lo dico a Zzzzorro! (1976)
- Sesso allo specchio (1981)
- Erotic Adventures of Red Riding Hood (1986)
- La Signora dell'Oriente Express (1989)
- Il Marchese de Sade - Oltre ogni perversione (1994)
- Ladri gentiluomini - Donne, gioielli... e culi belli (1994)
- The Erotic Adventures of Marco Polo (1994)
- The Erotic Adventures of Aladdin X (1994)
- Hamlet: For the Love of Ophelia (1995)
- Snow White & 7 Dwarfs (1995)
- War Games (1996)
- Napoleon (1996)
- Orient Express (1996)
- The Princess, the Bodyguard and the Stripper (1996)
- C'era una volta il... bordello (1997)
- Rock Erotic Picture Show (1997)
- Don Juan (1998)
- Paolina Borghese ninfomane imperiale (1998)
- Snow White... Ten Years Later (1999)
- Penocchio (2002)